# PFK Spartak Pleven
PFK Spartak Pleven (bulharsky ПФК Спартак Плевен) byl bulharský fotbalový klub z Plevna. Byl založen v roce 1919. V lednu 2009 klub vyhlásil bankrot a v červnu téhož roku byl oficiálně rozpuštěn. O rok později byl obnoven, když začal hrát na amatérské úrovni. Ovšem znovuobnovený klub dlouho nevydržel, protože v roce 2013 Spartak Pleven opět zaniká.

## Úspěchy
- Bulharský fotbalový pohár
  - 2. místo (2): 1957 a 1987

## Slavní hráči
| - Dimitar Minchev - Pusho Dimitrov - Plamen Nikolov - Krasimir Lazarov - Sasho Varbanov - Lachezar Tanev - Stefan Veličkov |  | - Plamen Getov - Blagoi Krastanov - Anatoli Kirilov - Pavel Chelestinov - Georgi Denev - Martin Kamburov |  | - Nikola Parchanov - Ivaylo Petkov - Momchil Cvetanov - Plamen Nikolov - Vladimir Manchev - Rumjančo Goranov |